# Сосновка (Бессоновский район)
Сосновка — село в Бессоновском районе Пензенской области России. Административный центр Сосновского сельсовета.

## История
В 1960 году указом Президиума Верховного Совета РСФСР село Мертовщина переименовано в Сосновка.

## Население
| 1782  | 1864  | 1877  | 1897  | 1912  | 1926  | 1930  |
| ----- | ----- | ----- | ----- | ----- | ----- | ----- |
| 1080  | ↘696  | ↗744  | ↗796  | ↗1076 | ↗1297 | ↗1333 |
| 1959  | 1979  | 1989  | 1996  | 2002  | 2010  |       |
| ↗1350 | ↗1592 | ↗2241 | ↗2704 | ↘2505 | ↗2883 |       |

Село является местом компактного расселения мордвы, которая составляет 14 % населения села.